# Alice Guy
Alice Ida Antoinette Guy o Alice Guy-Blaché (españolizado: Alicia Guy-Blaché; Saint-Mandé, 1 de julio de 1873-Wayne, Nueva Jersey, 24 de marzo de 1968) fue pionera en el cine, contribuyendo a las bases de lo que posteriormente se ha considerado ficción cinematográfica.

## Biografía
Sus padres eran editores. Pasó su infancia entre Francia (su país natal), Chile y Suiza. Después de estudiar secretariado en 1894, obtuvo el puesto de secretaria en la Compañía General de Fotografía de Max Richard. 
Con la cámara Demeny-Gaumont, en 1896 Alice Guy combinaba imágenes en movimiento y el arte teatral, dando lugar a su primera película, titulada La Fée aux Choux. Guy realizó una nueva versión en 1901 titulada Sage-femme de première classe, mientras se mantenía al tanto de la investigación de Étienne Jules Marey, de Georges Demenÿ.
En 1906 trabaja en La vida de Cristo. Todos los exteriores de esta producción se rodaron en el bosque de Fontainebleau. Esta fue la primera película de gran presupuesto de la Compañía Gaumont, con la participación de trescientos extras.[cita requerida]
En 1907, se casó con Herbert Blaché, un camarógrafo que trabajaba para la Gaumont británica, al que conoció en un viaje de promoción de Mireille en Nimes; Herbert se convirtió en director en los Estados Unidos en la década de 1910 y en coproductor y socio de varias empresas de producción cinematográfica. La pareja tuvo dos hijos, Simone y Reginald Blaché Bolton. Su enlace con Blaché, permitió que Alice Guy comenzara una nueva carrera en los Estados Unidos.  

## Trayectoria
La contribución de Alice Guy a la cinematografía resulta innegable. Aunque hay quienes promulgan que fue la primera persona en dirigir una película de ficción, hubo otros que lo hicieron antes que ella y que desarrollaron las técnicas, no solo fueron receptores a las mismas como Louis Lumière con "El regador regado" (1895), Birt Acres con "The Arrest of a Pickpocket", Alfred Clark con "Joan of Arc" (1895) y "The Execution of Mary, Queen of Scots" (1895) o William Kennedy Dickson y William Heise con "Robetta and Doretto, Chinese Laundry Scene" (1894). En estas películas ya se usaban también caracterizaciones y atrezzo. Aunque pionera en los efectos especiales y la ciencia ficción fílmica, lo cierto es que cuando ella empezó a moverse en ese terreno, lo hizo imitando los avances de Georges Méliès, que en 1896 ya revolucionó ese género y creó los efectos de sustitución, la múltiple exposición, la cámara rápida, etcétera, en películas como Una noche terrible, Desaparición de una dama en el teatro Robert-Houdin, La mansión del diablo y El hombre de las cabezas, entre otras.

## Carrera en los Estados Unidos
En Francia, tras diez años de hacer cine, ya no encontró financiamiento para rodar. Se trasladó a los Estados Unidos con Herbert Blaché, y durante dos años recorrieron juntos el país para promover Chronophone Demeny-Gaumont; en espera de la apertura de una sucursal Gaumont en Flushing (Nueva York), que dirigió Herbert. Alice utilizó los estudios Gaumont para sus realizaciones, y en 1910 fundó su compañía de producción cinematográfica, Solax Company. También dirigió Film Supply Company.[cita requerida]
Hizo películas de diversos géneros (western, drama, espionaje, fantasía, policíaco, etcétera) con actores estrellas de la época del cine mudo: Darwin Karr, Blanche Cornwall, Lee Beggs, Billy Quirk. Tuvo cierto éxito lo que le permitió invertir y crear un estudio en Fort Lee (Nueva Jersey), que se convirtió en la década de 1910 en un lugar importante en el mundo del cine. La Metro Goldwyn Mayer distribuyó sus realizaciones hasta 1918. Vivió en Estados Unidos hasta su muerte.[cita requerida]

## Análisis de su obra

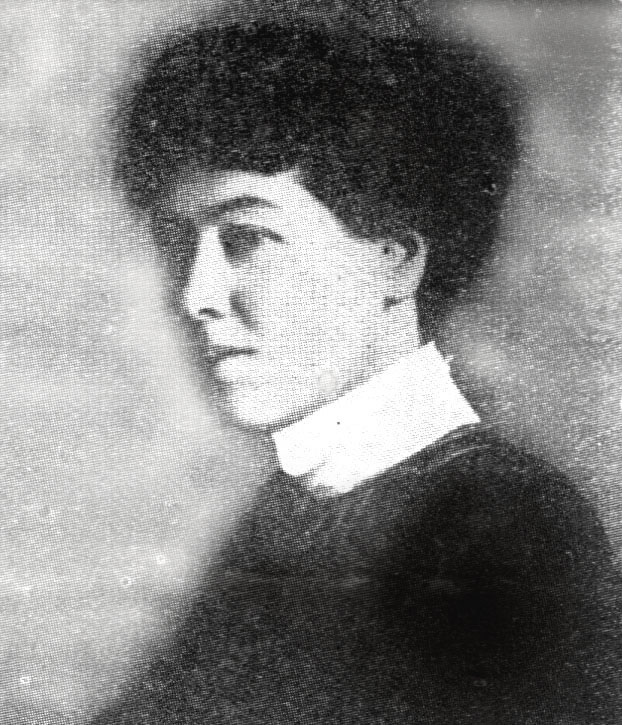
Alice Guy, 1906.

Tal como trata Alison McMagan en Alice Guy Blaché, una visionaria perdida del cine (2008), Alice Guy-Blaché fue una figura relevante en la historia del cine por su capacidad para hacer cine narrativo profesional. A lo largo de su filmografía, que trató todos los géneros fílmicos, desde el religioso hasta el policíaco, estuvo en la vanguardia del uso de técnicas tanto de grabación, como combinar el sonido del gramófono al tiempo de las imágenes, este método era practicado previamente por técnicos como William Kennedy Dickson en Dickson Experimental Sound Film (1894) o Clément Maurice en Cyrano de Bergerac (1900). También experimentó con el movimiento hacia atrás, efecto desarrollado y mostrado por Louis Lumière en el cortometraje Demolition d'un mur (1896).
En 1953 fue galardonada con la Legión de Honor por el gobierno francés. Cuatro años después, la Cinemateca Francesa le rindió un homenaje.

## Filmografía (selección)
| Año  | Obra                                                                     |
| ---- | ------------------------------------------------------------------------ |
| 1896 | La Fée aux Choux                                                         |
| 1899 | La bonne absinthe                                                        |
| 1900 | Chez le Photographe                                                      |
| 1900 | Chirurgie fin de siecle                                                  |
| 1902 | Sage-femme de première classe                                            |
| 1902 | Les chiens savants                                                       |
| 1905 | Esmeralda (basada en la novela de Victor Hugo El jorobado de Notre Dame) |
| 1905 | España                                                                   |
| 1905 | La malagueña y el torero                                                 |
| 1906 | La Vie du Christ                                                         |
| 1906 | Les Résultats du féminisme                                               |
| 1906 | La hiérarchie dans l'amour                                               |
| 1906 | "L'Emeute sur la Barricade"                                              |
| 1906 | "Une histoire roulante"                                                  |
| 1906 | "Le Noel de monsieur le cure"                                            |
| 1906 | "La vérité sur l'homme-singe"                                            |
| 1912 | A Fool and His Money                                                     |
| 1912 | Algie the Miner                                                          |
| 1912 | Algie, Making an American Citizen                                        |
| 1912 | Falling Leaves                                                           |
| 1913 | A House Divided                                                          |
| 1913 | The Pit and the Pendulum                                                 |
| 1913 | Shadows of the Moulin Rouge                                              |
| 1913 | Matrimony's Speed Limit                                                  |
| 1914 | The Woman of Mystery                                                     |
| 1915 | My Madonna                                                               |
| 1916 | Ocean Waif 2                                                             |
| 1917 | House of Cards                                                           |
| 1918 | The Great Adventure                                                      |
| 1920 | Vampire                                                                  |

## Homenajes y reconocimientos póstumos
Durante el Festival de Cine de Alcalá de Henares de 2017, hubo una exposición de carteles cinematográficos denominada: "Hijas de Alice Guy".
| Año  | Título            | Dirección          |
| ---- | ----------------- | ------------------ |
| 2024 | Les filles d'Olfa | Kaouther Ben Hania |
| 2023 | Revoir Paris      | Alice Winocour     |
| 2022 | L'Événement       | Audrey Diwan       |
| 2021 | Mignonnes         | Maïmouna Doucouré  |
| 2020 | Papicha           | Mounia Meddour     |
| 2019 | Un amor imposible | Catherine Corsini  |
| 2018 | Paris la blanche  | Lidia Terki        |

En 2024, durante la inauguración de los Juegos Olímpicos de París, se presentaron nuevas esculturas de líderes francesas frente a la Asamblea Nacional, donde previamente solo había estatuas representando a hombres. Entre las 10 mujeres homenajeadas, estaban Alice Guy, Olympe de Gouges, Allice Milliat, Gisèle Halimi, Simone de Beauvoir, Paulette Nardal, Jeanne Baret, Louise Michel, Christine de Pizan y Simone Veil.